# Jacob Theodoor Cremer

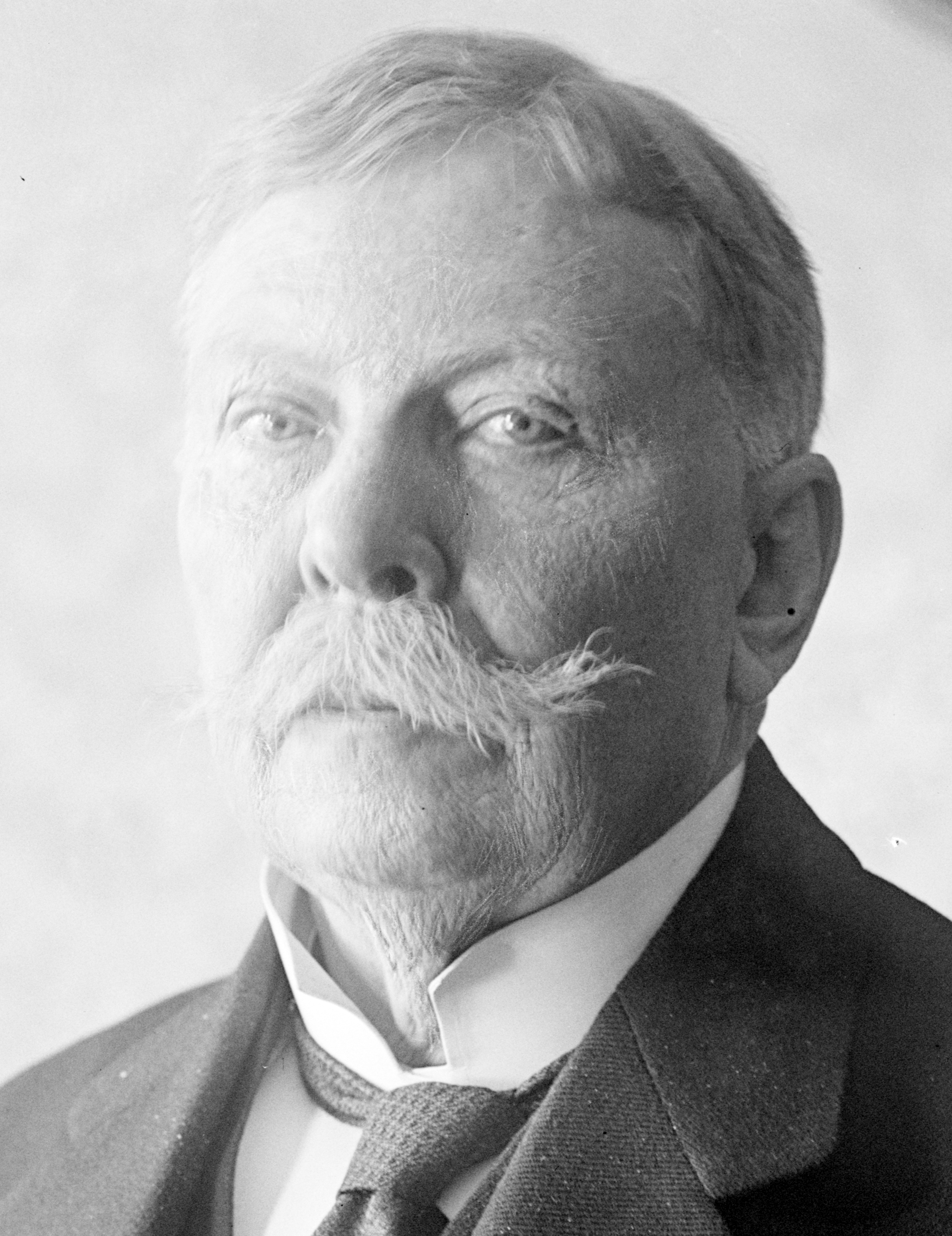
Jacob Theodoor Cremer (1918)

Jacob Theodoor Cremer (* 30. Juni 1847 in Zwolle, Provinz Overijssel; † 14. August 1923 in Amsterdam) war ein niederländischer Unternehmer, Diplomat und Politiker der Liberale Unie, der nach einer Laufbahn bei der Niederländischen Handelsgesellschaft und der Deli-Gesellschaft in Niederländisch-Indien Mitglied der Zweiten Kammer der Generalstaaten war. Als Minister für die Kolonien im Kabinett von Ministerpräsident Nicolaas Pierson zwischen 1897 und 1901 setzte er die Einführung des Indischen Bergbaugesetzes durch. Danach war er wieder Mitglied der Zweiten Kammer und dann der Ersten Kammer der Generalstaaten sowie später Gesandter in den USA.

## Leben

### Berufliche Tätigkeiten bei der Niederländischen Handelsgesellschaft

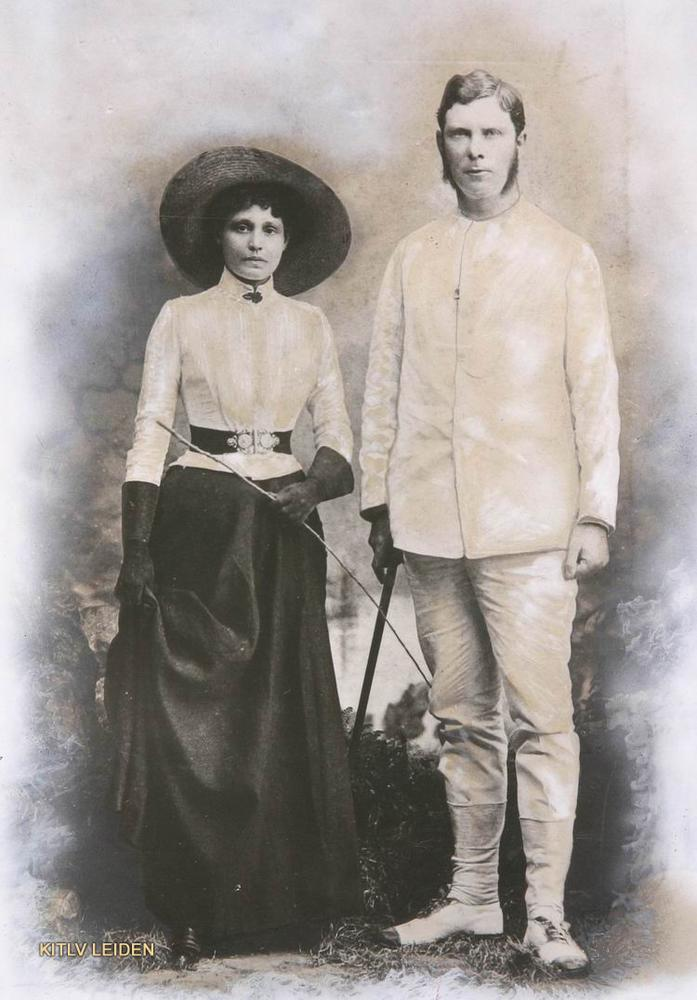
Cremer mit seiner Ehefrau Annie Herminie Hogan (Mitte der 1870er Jahre)

Cremer, dessen Vater Verwaltungsbeamter beim Amt für Kataster und direkte Steuern war, absolvierte seine Schulausbildung an der Allgemeinen Schule und der Französischen Schule in Zwolle sowie am Institut Vethake in Arnhem. Im Anschluss trat er 1863 als Angestellter in die Spedition C. Balck in Arnhem und danach 1865 in das Großhandelsunternehmen A. Ellerman ein.
1867 begann Cremer seine langjährige berufliche Laufbahn bei der Niederländischen Handelsgesellschaft (Nederlandsche Handel-Maatschappij) und war dort zunächst Mitarbeiter im Büro des Hauptsitzes in Amsterdam sowie anschließend zwischen Dezember 1868 und 1870 in der Faktorei in Batavia, ehe er 1870 kurzzeitig Mitarbeiter in der Agentur der Gesellschaft in Singapur wurde. Nachdem er bis November 1871 erneut Mitarbeiter in der Faktorei in Batavia gewesen war, betrieb er von November 1871 bis 1883 als Verwalter sowie zuletzt Hauptverwalter die Tabakplantagen auf Sumatra der zur Niederländischen Handelsgesellschaft gehörenden Deli Gesellschaft (Deli Maatschappij) in Medan.
Neben seiner beruflichen Laufbahn bei der Niederländischen Handelsgesellschaft war Cremer vom 1. Dezember 1881 bis 1883 auch Mitglied des Residenzrates (Residentieraad) im Sultanat Deli.

### Abgeordneter und Kolonialminister

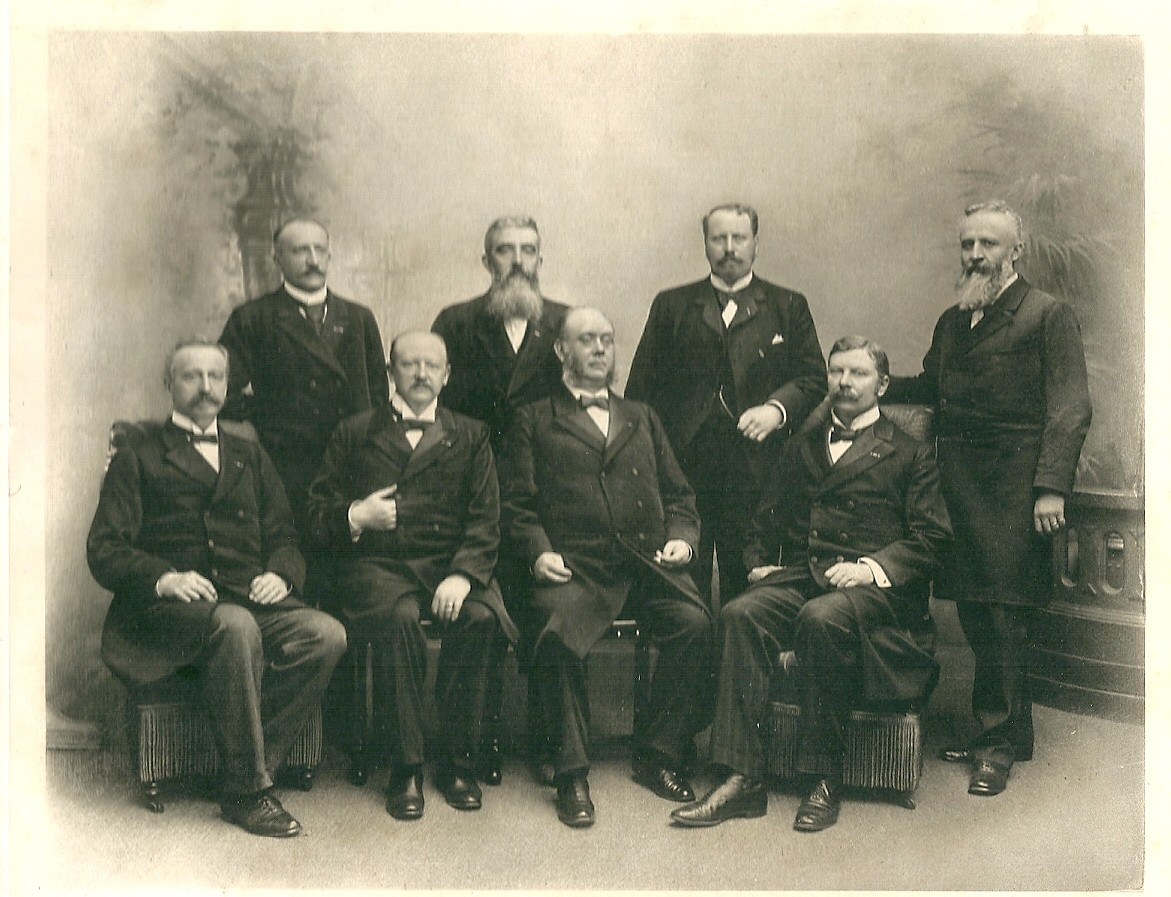
Kabinett Pierson, hintere Reihe von links nach rechts: Eland, de Beaufort, Lely und Cort van der Linden, erste Reihe von links nach rechts: Röell, Goeman Borgesius, Pierson und Cremer

Nach seiner Rückkehr in die Niederlande wurde Cremer am 17. November 1884 im Wahlkreis Amsterdam erstmals zum Mitglied der Zweiten Kammer der Generalstaaten gewählt, der er bis zum 18. Mai 1886 angehörte. Diesen Wahlkreis vertrat er erneut vom 14. Juli 1886 bis zum 17. August 1887, zwischen dem 19. September 1887 und dem 27. März 1888, vom 1. Mai 1888 bis zum 20. März 1894 sowie zuletzt zwischen dem 15. Juni 1894 und dem 27. Juli 1897. Er war dort Mitglied der Fraktion der am 4. März 1885 gegründeten Liberalen Union (Liberale Unie).
Im Anschluss wurde er am 27. Juli 1897 von Ministerpräsident Nicolaas Pierson als Minister für die Kolonien (Minister van Kolonien) in dessen Kabinett berufen, dem er bis zum 1. August 1901 angehörte. In dieser Zeit setzte er 1899 die Einführung des Indischen Bergbaugesetzes (Indische Mijnwet) durch.
Nach seinem Ausscheiden aus der Regierung wurde Cremer am 17. September 1901 im Wahlkreis Amsterdam IV abermals zum Mitglied der Zweiten Kammer gewählt, der er nunmehr bis zum 19. September 1905 angehörte.

### Präsident der Niederländischen Handelsgesellschaft, Senator und Gesandter
Am 1. August 1907 wurde Cremer schließlich selbst Präsident der Niederländischen Handelsgesellschaft NEHAMIJ (Nederlandsche Handel-Maatschappij) und bekleidete diese Funktion fünf Jahre lang bis 1912. Für seine langjährigen Verdienste wurde er am 31. August 1910 zum Kommandeur des Ordens vom Niederländischen Löwen ernannt.
Daraufhin erfolgte am 9. Juli 1912 seine Wahl zum Mitglied der Ersten Kammer der Generalstaaten, in der er bis zum 27. Juni 1917 sowie nach einer kurzen Unterbrechung erneut zwischen dem 17. Juli 1917 und dem 24. Juni 1922 abermals die Provinz Nordholland vertrat.
Diese Senatorentätigkeit wurde allerdings de facto unterbrochen, nachdem Cremer am 17. Juni 1918 zum Außerordentlichen Gesandten und Bevollmächtigten Minister in den USA ernannt worden war und die Interessen der Niederlande dort bis zu seiner Entlassung aus gesundheitlichen Gründen im Mai 1921 vertrat. Daneben war er auch als Gesandter der Niederlande in Mexiko, Panama und Nicaragua akkreditiert.

## Hintergrundliteratur
- J.F.L. de Balbian Verster: Jeugd en jongelingsjaren van Jacob Theodoor Cremer (30 juni 1847–14 augustus 1923), in: Het Haags Maandblad, Januar–April 1924.
- C. Fasseur: Cremer, Jacob Theodoor (1847–1923), in: Biografisch Woordenboek van Nederland, Teil 1, S. 122.